# Stefan Müller (Politiker, 1977)

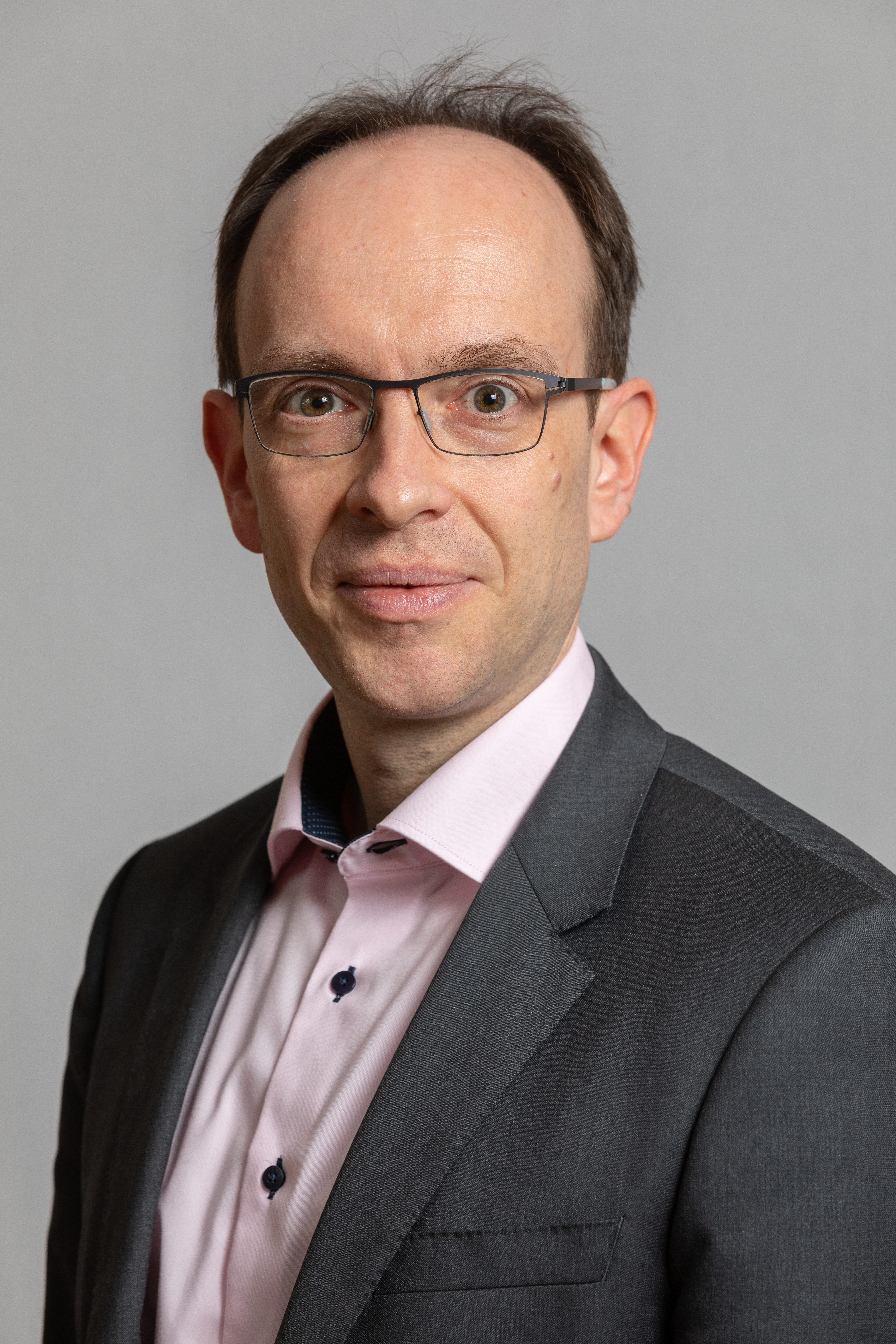
Stefan Müller (2019)

Stefan Müller (* 27. Februar 1977 in Bad Schwalbach) ist ein deutscher Politiker (FDP). Er war von 2009 bis 2014 und von 2018 bis 2022 Abgeordneter des Hessischen Landtags.
Müller studierte Rechtswissenschaften. Er ist seit 1997 Mitglied in der Heidenroder Gemeindevertretung. Seit dem Jahr 1999 ist er Mitglied der FDP und seit 2004 Kreisvorsitzender der Partei im Rheingau-Taunus-Kreis. Zudem ist er stellvertretender Bezirksvorsitzender der FDP Westhessen/Nassau. Bei der Landtagswahl in Hessen 2003 kandidierte er, wie auch bei späteren Wahlen, im Wahlkreis Rheingau-Taunus II. Bei der Landtagswahl 2009 wurde er über die Landesliste in den Hessischen Landtag gewählt. Nach dem Rücktritt von Leif Blum leitete Müller den Untersuchungsausschuss zur Steuerfahnder-Affäre. Bei der Landtagswahl 2013 wurde Müller zunächst nicht mehr in den Landtag gewählt und schied aus dem Parlament aus. Er rückte jedoch am 1. August 2018 für Frank Blechschmidt in den Landtag nach. Bei der Landtagswahl 2018 zog Müller erneut in den Landtag ein. Zum Jahresende 2022 legte er sein Mandat nieder, um eine Stelle als Abteilungsleiter im Bundesministerium für Bildung und Forschung in Bonn anzutreten. Als Ministerialdirektor steht er dort der Abteilung 7 „Zukunftsvorsorge – Forschung für Grundlagen und nachhaltige Entwicklung“ vor. Für ihn rückte Thomas Schäfer in den Landtag nach.